# Colostygia olbiana
Colostygia olbiana är en fjärilsart som beskrevs av Culot 1917/1919. Colostygia olbiana ingår i släktet Colostygia och familjen mätare. Inga underarter finns listade i Catalogue of Life.